# 京都市立伏見住吉小学校
京都市立伏見住吉小学校（きょうとしりつ ふしみすみよししょうがっこう）は、京都府京都市伏見区住吉町にある公立小学校。

## 沿革
- 1903年4月 - 伏見町第三尋常小学校
- 1914年8月 - 校舎を増築
- 1918年4月 - 京都女子師範学校（現京都教育大学）付属小学校となる
- 1920年4月 - 高等科を設置し、伏見町第三尋常高等小学校へ改称
- 1923年4月 - 伏見町第三尋常高等小学校を越前町（現住吉公園）に設置
- 1926年4月 - 分教場を伏見町第四尋常小学校へ改組
- 1929年4月 - 伏見町第四尋常小学校を伏見町第三尋常小学校へ改称
- 1929年5月 - 伏見市第三尋常小学校へ改称
- 1931年4月 - 京都市伏見第三尋常小学校へ改称
- 1941年4月 - 国民学校令公布により、伏見住吉国民学校へ改称
- 1943年3月 - 青年学校を板橋校に統合
- 1947年4月 - 学制改革により、京都市立伏見住吉小学校へ改称
- 1949年11月 - 現在地に木造校舎を新築し移転
- 1950年9月 - 講堂竣工
- 1961年12月 - プールが竣工
- 1970年9月 - 第1期改築工事（北校舎中央）が竣工
- 1971年9月 - 第2期改築工事（北校舎西側）が竣工
- 1973年12月 - 第3期改築工事（西校舎）が竣工
- 1975年6月 - 第4期改築工事（北校舎東側）が竣工
- 1982年6月 - 旧プール跡に体育館竣工
- 1983年3月 - プールが竣工
- 1994年8月 - 校舎の大規模改造工事竣工

## 主な進学先
- 京都市立伏見中学校

## 交通アクセス
- 近鉄京都線 伏見駅下車
- 京阪本線 丹波橋駅下車

## 通学区域が隣接している学校
- 京都市立伏見板橋小学校
- 京都市立下鳥羽小学校
- 京都市立竹田小学校
- 京都市立藤ノ森小学校
- 京都市立桃山小学校